# Lâm Chấn Khang
Bùi Thái Châu (sinh ngày 12 tháng 11 năm 1980), thường được biết đến với nghệ danh Lâm Chấn Khang, là một nam ca sĩ, nhạc sĩ, nhà làm phim kiêm diễn viên người Việt Nam.
Với nhiều bản hit trong suốt sự nghiệp của mình như "Ở phương đó hãy tha thứ cho anh", "Nụ hôn lạnh", "Nhói lòng", "Góc khuất trong tim anh", "Và như thế anh quên em", "Ghét chính anh" và đặc biệt là series phim ca nhạc Người trong giang hồ, anh được mệnh danh là "ông vua miền Tây" của âm nhạc Việt Nam.

## Tiểu sử
Lâm Chấn Khang có tên khai sinh là Bùi Thái Châu, sinh ngày 12 tháng 11 năm 1980 ở Cần Thơ. Sinh ra trong gia đình cha mẹ làm nghề bán xăng, Lâm Chấn Khang có tuổi thơ thích ăn chơi và quậy phá và được gia đình định hướng theo ngành Y nhưng do thi trượt đại học, anh đã bỏ nhà lên Sài Gòn và làm phục vụ ở nhà hàng. Niềm đam mê ca hát lúc này bắt đầu chớm nở với Lâm Chấn Khang. Anh bắt đầu đi hát dạo ở các quán xá, tụ điểm ca nhạc để kiếm thêm thu nhập.
Năm 2002, Lâm Chấn Khang theo học âm nhạc ở tại trường âm nhạc Nguyễn Du. Năm 2003, Lâm Chấn Khang bước chân vào con đường ca nhạc chuyên nghiệp qua MV Người ta nói tôi là người thế thân, sau đó anh được một ông bầu ở Tây Ninh thuê đi hát ở hội chợ các tỉnh. Tên tuổi anh bắt đầu nổi tiếng từ đây.
Năm 2012, Lâm Chấn Khang thành lập kênh YouTube Khangprofilm chuyên đăng tải video ca nhạc. Năm 2014, anh cho phát hành series phim ca nhạc Người trong giang hồ, mở màn với Thời niên thiếu của Trần Hạo Nam. Năm 2016 anh ra mắt phim ca nhạc Cái xác không hồn. Năm 2018, Lâm Chấn Khang trở thành ca sĩ Việt Nam thứ 2 sau Sơn Tùng M-TP giành nút vàng YouTube. Cuối năm 2018, video ca nhạc Người trong giang hồ phần 6 của anh lọt vào top 10 video ca nhạc nổi bật nhất thế giới, trở thành video đầu tiên của Việt Nam lọt vào bảng xếp hạng này.

## Danh sách đĩa nhạc

### Album
- Tôi Đã Lầm Tin Em (Vol.1) (2005)
- Người Ta Nói Tôi Là Người Thế Thân (Vol.2) (2006)
- Ok Như Vậy Đi (Vol.3) (2007)
- Quyết Định Vậy Đi (Vol.4) (2008)
- Sóng Gió Học Đường (Vol.5) (2009)
- Sóng Gió Nhân Tâm (Vol.6) (2009)
- Chiếc Nhẫn (Vol.7) (2010)
- Giọt Nước Mắt Yếu Đuối (Vol.8) (2011)
- Ngày Tận Thế (Vol.9) (2012)
- Anh Muốn Nói Với Cả Thế Giới (2012)
- Sóng Gió Truyền Kiếp (2013)
- Điều Tự Nhiên - Góc Khuất Trong Tim Anh (2013)
- Sến Lạ (2014)
- Nonstop Lan Và Điệp (2014)
- Thời Niên Thiếu Của Trần Hạo Nam (2015)
- Một Lần Mất Niềm Tin Vạn Lần Bất Cần (2016)
- I Miss You (Single 2016)
- Mỗi Người Một Suy Nghĩ (2017)
- Truyền Nhân Quan Nhị Ca (2018)
- Cái Chết Của Trần Hạo Nam (2019)
- Nghĩa Nhân Tình Thâm (2020)
- Nhớ Đến Mệt Rồi (2020)
- Học Cách Sống Vô Tâm (2020)
- Mẹ Ơi Con Đã Già (2021)
- Động Phòng Hoa Chúc (2022)
- Giọt Lệ Tình (2022)
- Vừa Lòng Em Chưa (2022)
- Ai Rồi Cũng Thay Đổi (2023)

## Danh sách phim
- Phát Tài (2008)
- Sóng Gió Học Đường (2009)
- Sóng Gió Nhân Tâm (2009)
- Sóng Gió Truyền Kiếp (2013)
- Tân Người Trong Giang Hồ (2014)
- Đại Gia Tửng (2014)
- Thời Niên Thiếu Của Trần Hạo Nam (2015)
- Luật Nhân Quả (2016)
- Cái Xác Không Hồn (2016)
- Nhậu Hoài Không Say (2017)
- Thần Thám Trần Hạo Nam (2017)
- Cái Xác Không Hồn 2 (2017)
- Đại Gia Tửng 2 (2018)
- Truyền Nhân Quan Nhị Ca (2018)
- Cái Chết Của Trần Hạo Nam (2019)
- Người Đàn Ông (ft. Phạm Trưởng) (2020)
- Thầy Giáo Nam (2020)
- Cái Xác Không Hồn 3 (2023)

## Đời tư
Lâm Chấn Khang có vợ là ca sĩ Kim Jun See, tên thật là Trần Thị Thùy Dung. Họ có ba con một gái hai trai. Anh cũng là bạn thân của nam ca sĩ Phạm Trưởng.

## Sáng tác
- Chờ Một Người Đã Khuất
- Chuyến Bay Đi Chuyến Bay Về
- Chuyện Một Người Con Gái
- Điều Tự Nhiên
- Làm Sao Em Hiểu
- Niềm Đau Phía Sau Hạnh Phúc
- Nhói Lòng
- Ở Phương Đó Hãy Tha Thứ Cho Anh
- Hãy Xóa Tên Anh Đi
- Không Còn Đau
- Anh Nợ Em Một Hạnh Phúc (ft. Kim Jun See)
- Hãy Hiểu Cảm Giác Của Người Thứ Ba
- Ghét Chính Anh
- Nỗi Lòng Của Con
- Nỗi Lòng Của Khang
- Chiếc Nhẫn
- Quyết Định Vậy Đi
- Giả Vờ Đau
- Giờ Em Chính Thức Là Vợ Anh
- Từ Đây Chúng Ta Không Ai Nợ Ai
- Quá Khứ Của Anh Là Niềm Đau Của Em
- Hai Thằng Bạn
- Nhói Tâm Can (Hồ Gia Hùng ft. Lữ Bình)
- Đau Càng Đau (Saka Trương Tuyền)
- Cái Xác Không Hồn (Kim Jun See)
- Đừng Để Người Ta Thấy Tôi Khóc
- Nụ Hôn Lạnh
- Lần Cuối Hãy Tha Thứ Cho Anh
- Vị Trí Của Em Sao Bằng Cô Ta (Kim Jun See)
- Anh Quá Nhẫn Tâm (Kim Jun See)
- Người Ta Nói Tôi Là Người Thế Thân
- Ok Như Vậy Đi
- Thật Đau Khi Thấy Em Như Vậy
- Giờ Anh Mới Biết Mình Sai
- Sai Lầm Khi Yêu Em
- Tại Em Mà Tôi Làm Đàn Ông Xấu
- Bài Hát Khiến Em Đau Lòng
- Nhớ Mẹ
- Xin Người Hộ Giá Cho Con
- Và Như Thế Anh Quên Em (ST với Lai Hoàng Sang)
- Hãy Để Tôi Yên
- Giờ Anh Với Em Chỉ Là Bạn
- LK Người Ta Nói Tôi Là Người Thế Thân
- Mãi Mong Chờ
- Anh Không Muốn Làm Khổ Em
- Anh Muốn Dừng Cuộc Chơi
- Một Người Vui Một Người Khóc
- Học Cách Sống Vô Tâm
- Phận Bèo Trôi (Kim Jun See)
- Nợ Đời (Kim Jun See)
- Quên Anh Trong Từng Cơn Đau (Kim Jun See)
- Hạnh Phúc Chỉ Là Nước Mắt (ft. Vũ Trâm Anh)
- Vị Trí Của Em Sao Bằng Cô Ta (Kim Jun See)